# Isla Trinidad
Trinidad es una isla del mar Caribe, la mayor de la república de Trinidad y Tobago y de las Antillas Menores. Está situada aproximadamente a una decena de kilómetros de distancia de la costa oriental de Venezuela. La capital de la isla y del país es Puerto España, situado en el noroeste, en el golfo de Paria. La segunda ciudad más importante, San Fernando, se encuentra situada en el suroeste.

## Historia

### Época española (1498-1797)
Fue descubierta el 31 de julio de 1498 durante el tercer viaje de Cristóbal Colón por el onubense Alonso Pérez Nizardo. Administrativamente se constituyó en la novoshispana Provincia de Trinidad de Barlovento, con capital en San José de Oruña. El 17 de febrero de 1797 fue invadida por la Royal Navy del imperio británico y su soberanía fue ratificada en la paz de Amiens (1802). 

### Colonia británica de Trinidad (1797-1962)
La isla de Trinidad fue colonia separada de Tobago hasta que en 1889 ambas quedaron incluidas en la colonia de Trinidad y Tobago. El establecimiento de población procedente de la India británica tuvo lugar a partir de la abolición de la esclavitud (1833). Administrativamente perteneció hasta 1958 al grupo de colonias de las Indias Occidentales Británicas, cuando pasó quedar asociada en la Federación de las Indias Occidentales con capital en Chaguaramas donde se encontraba la base naval de la Armada de los Estados Unidos Naval Base Trinidad (1941-1977).

### Trinidad y Tobago
Trinidad y Tobago se independizó de Reino Unido el 3 de agosto de 1962. Desde entonces pertenece a la Mancomunidad de Naciones (Commonwealth). El 1 de agosto de 1976 se transformó en república con Sir Ellis Clarke como jefe del Estado.